# خبازة مصرية
خبازة مصرية (الاسم العلمي: Malva aegyptia ) هي نوع نباتي يتبع جنس الخبازة من الفصيلة الخبازية.  

## الموئل والانتشار
موطنها بلاد الشام ومصر والمغرب العربي وقبرص واليونان وإسبانيا والقوقاز.

## مرادفات للاسم العلمي
- (باللاتينية: Axolopha aegyptia (L.) Alef.)
- (باللاتينية: Malva armeniaca Iljin)
- (باللاتينية: Malva leiocarpa Iljin)